# Pseudaleuria quinaultiana
Pseudaleuria quinaultiana är en svampart som beskrevs av Lusk 1987. Pseudaleuria quinaultiana ingår i släktet Pseudaleuria och familjen Pyronemataceae.   Inga underarter finns listade i Catalogue of Life.